# Клинков, Николай Петрович
Николай Петрович Клинков (12 декабря 1927 года, город Алексин, Алексинский район, Тульская губерния — 5 сентября 1987 года, Алексинский район, Тульская область) — бригадир совхоза «Приволье» Алексинского района Тульской области. Герой Социалистического Труда (1973), награждён орденом Ленина (1973), орденом Трудового Красного Знамени (1971), медалями.

## Биография
Родился Николай Петрович 12 декабря 1927 года в городе Алексине Тульской области, в многодетной, рабочей семье. Сёстры Николая Клинкова — Софья, Вера, Варвара, брат — Михаил. Рано осиротел, родители умерли. Окончил в средней школе только 3 класса. Когда началась Великая Отечественная война не было ещё и четырнадцати лет, потом в 1944 году в возрасте семнадцати лет ушёл добровольцем на фронт. Май—ноябрь 1944 года — курсант 15 танковой учебной полковой школы. Затем до окончания войны был механиком самоходной артиллерийской установки в составе 643 отдельного зенитного артиллерийского дивизиона. Великую Победу встретил в Прибалтике, награжден юбилейными памятными медалями.
После окончания Великой Отечественной войны Николай Петрович вернулся на Родину, работал плотником, заведовал колхозной фермой, в 1960—1962 годах был колхозником колхоза «Красная заря» Алексинского района. Потом работал более двадцати лет бригадиром Никулинской комплексной бригады совхоза «Приволье» Алексинского района. В бригаде Николая Петровича трактористами работали его сыновья — Виктор, Николай, Владимир. Супруга Н. П. Клинкова — Анастасия Филипповна была заведующей током, складом, учётчицей. Николай Петрович Клинков в 1971 году был награждён орденом Трудового Красного Знамени по итогам восьмой пятилетки.
В 1973 году Николай Петрович со своей бригадой собрал 34,6 центнера с гектара зерновых культур, на отдельных полях до 60 центнеров с гектара, урожай второго хлеба — картофеля до 120 центнеров с гектара.
За высокие результаты и проявленную трудовую доблесть в декабре 1973 года Николай Петрович Клинков был удостоен звания Героя Социалистического Труда с вручением ордена Ленина и золотой медали «Серп и Молот».
Скончался Николай Петрович 5 сентября 1987 года, похоронен на Никулинском деревенском кладбище.

## Награды
- Ордена Ленина (1973);
- Медаль «Серп и Молот» (1973);
- Орден Трудового Красного Знамени (1971);
- медали.